# STS-91
STS-91 (Space Transportation System-91) var Discoverys 24. rumfærge-mission.
Opsendt 2 juni 1998 og vendte tilbage den 22 juni 1998, missionen var rumfærgernes sidste fælles russisk/amerikanske tur til rumstationen Mir.
Tidligere fælles missioner til Mir: STS-60, STS-63, Sojuz TM-21, STS-71, STS-74, STS-76, STS-79, STS-81, STS-84, STS-86 og STS-89.

## Besætning
- Charles Precourt (kaptajn)
- Dominic Gorie (pilot)
- Wendy Lawrence (missionsspecialist)
- Franklin Chang-Diaz (missionsspecialist)
- Janet Kavandi (missionsspecialist)
- Valery Ryumin (missionsspecialist)

Retur fra MIR
- Andrew Thomas (missionsspecialist)

## Missionen
Medbragt var det første Alpha Magnetic Spectrometer (AMS-1), et instrument der med henblik på at undersøge partikelfysik skal måle kosmisk stråling. Et CERN eksperiment med formål at forstå universets tilblivelse og forsøge at lave præcise målinger af mørkt stof og antistof.
Det var planlagt at AMS-2 skulle opsendes med en fremtidig NASA missionen, først i 2009 blev det bestemt at instrumentet skulle med på mission STS-134 og kobles til på Den Internationale Rumstation.
- Prototypen Alpha Magnetic Spectrometer (AMS-1).

Hovedartikler: